# مقاطعة أوليفر (داكوتا الشمالية)
أوليفر (بالإنجليزية: Oliver)‏ هي إحدى مقاطعات ولاية داكوتا الشمالية في الولايات المتحدة الأمريكية.